# José María Buljubasich
José María Buljubasich, né le 12 mai 1971 à Firmat au Argentine, est un footballeur argentin qui évoluait au poste de gardien de but.

## Biographie
Buljubasich joue 12 matchs en première division espagnole, encaissant 22 buts, et 7 matchs en deuxième division espagnole, encaissant 12 buts.
Il joue également 35 matchs en Copa Libertadores, et 17 matchs en Copa Sudamericana. Il est quart de finaliste de la Copa Libertadores en 2002 avec le Monarcas Morelia, puis à nouveau en 2003 avec River Plate. Il est demi-finaliste de la Copa Sudamericana en 2005 avec l'Universidad Católica.

## Palmarès
- Champion d'Argentine en 2003 (Tournoi de clôture) avec River Plate